# Alfa Romeo 12C
Alfa Romeo 12C або Tipo C — автомобіль з 12-циліндровим двигуном, який було створено для участі у Гран-прі. Модель 12C-36 дебютувала на Гран-прі Триполі у 1936 році, а модифікація 12C-37 — на Кубку Ачербо у 1937 році.
Автомобіль 12C-36 оснащався новим V12-двигуном об'ємом 4,1 л замість 3,8-літрового рядного восьмициліндрового двигуна, що стояв на Monoposto 8C-35 Type C. 12C-37 була другою модифікацією із заниженим шасі і збільшеним до 4475 см³ об'ємом двигуна, мала нові системи балансування на роликах замість підшипників, два малих нагнітачі замість одного великого.
Автомобіль страждав низькою якістю складання, через що не був вчасно підготовлений до Гран-прі Італії 1937 року, тому і не став успішним. Це послужило причиною звільнення для Вітторіо Яно з Alfa Romeo наприкінці 1937 року. 12C-36 використовував шасі від Tipo C.
Всього 12C-37 було виготовлено 4 примірники, хоча лише два брали участь у Кубку Акербо 1937 року і в Гран-прі Італії. На початку 1938 року, шасі зразка Tipo C (8C-35,12C36) було модифіковано в 308, з восьмициліндровим двигуном, встановленим прямо на шасі, і повністю новим кузовом. Чотири моделі шасі 12C37 були замінені випущеними у світ моделями 312 (V12 було дефорсовано до 3 літрів) та 316 (V16 складався з двох двигунів 158, що встановлювались на спільний колінчастий вал) перегоновими автомобілями для формули.
Основні перемоги
- 1936 Гран-прі Пенья-Рін, Таціо Нуволарі
- 1936 Гран-прі Мілану, Таціо Нуволарі
- 1936 Гран-прі Модени, Таціо Нуволарі
- 1936 Кубок Вандербільта, Таціо Нуволарі
- 1937 Гран-при Мілані, Таціо Нуволарі
- 1937 Гран-прі Валентіно, Антоніо Брівіо[en]
- 1937 Гран-прі Наполі[en], Джузеппе Фаріна
- 1937 Гран-прі Дженоа, Карло Феліче Троссі[en]

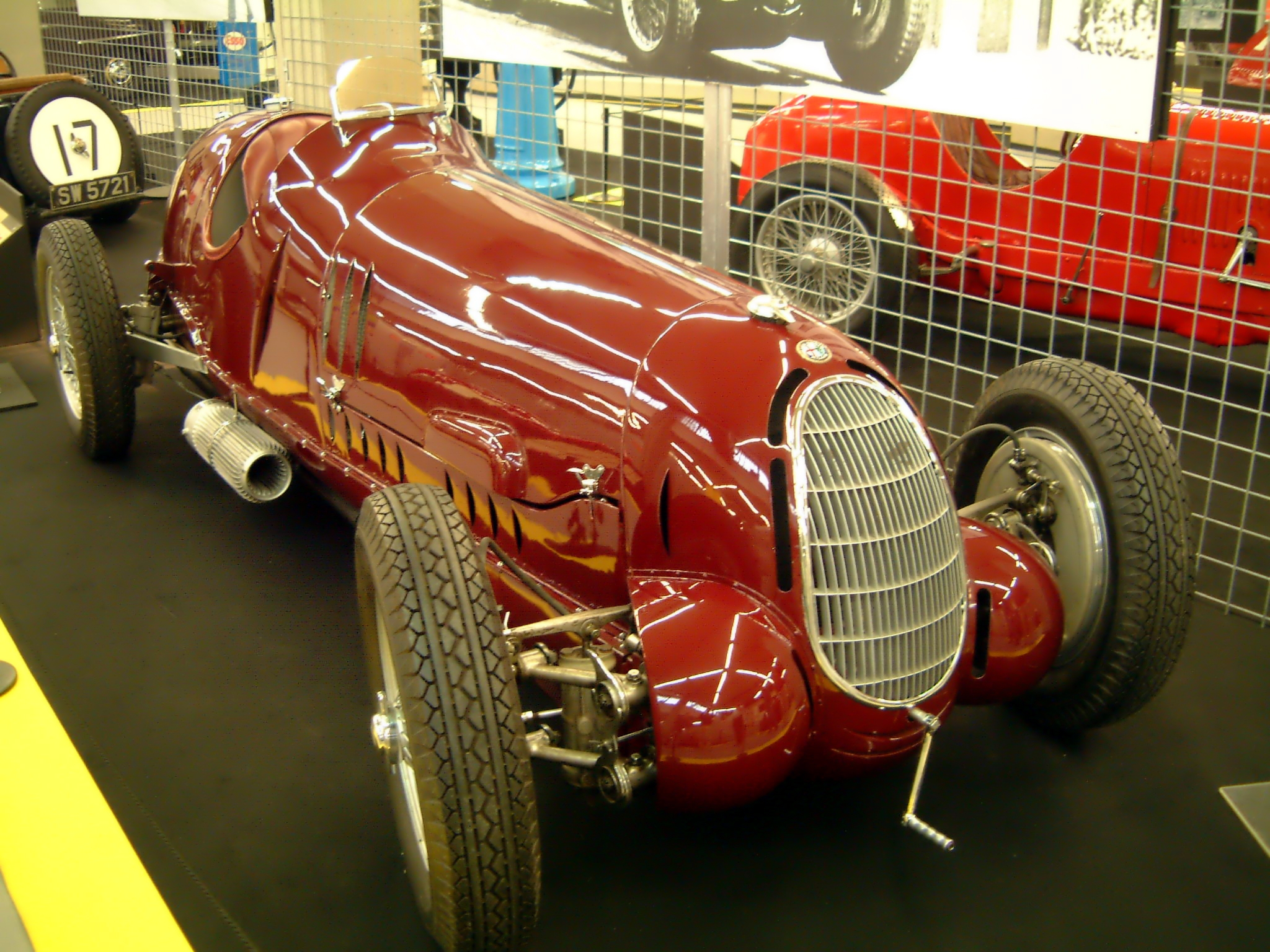
Alfa Romeo 12C-36
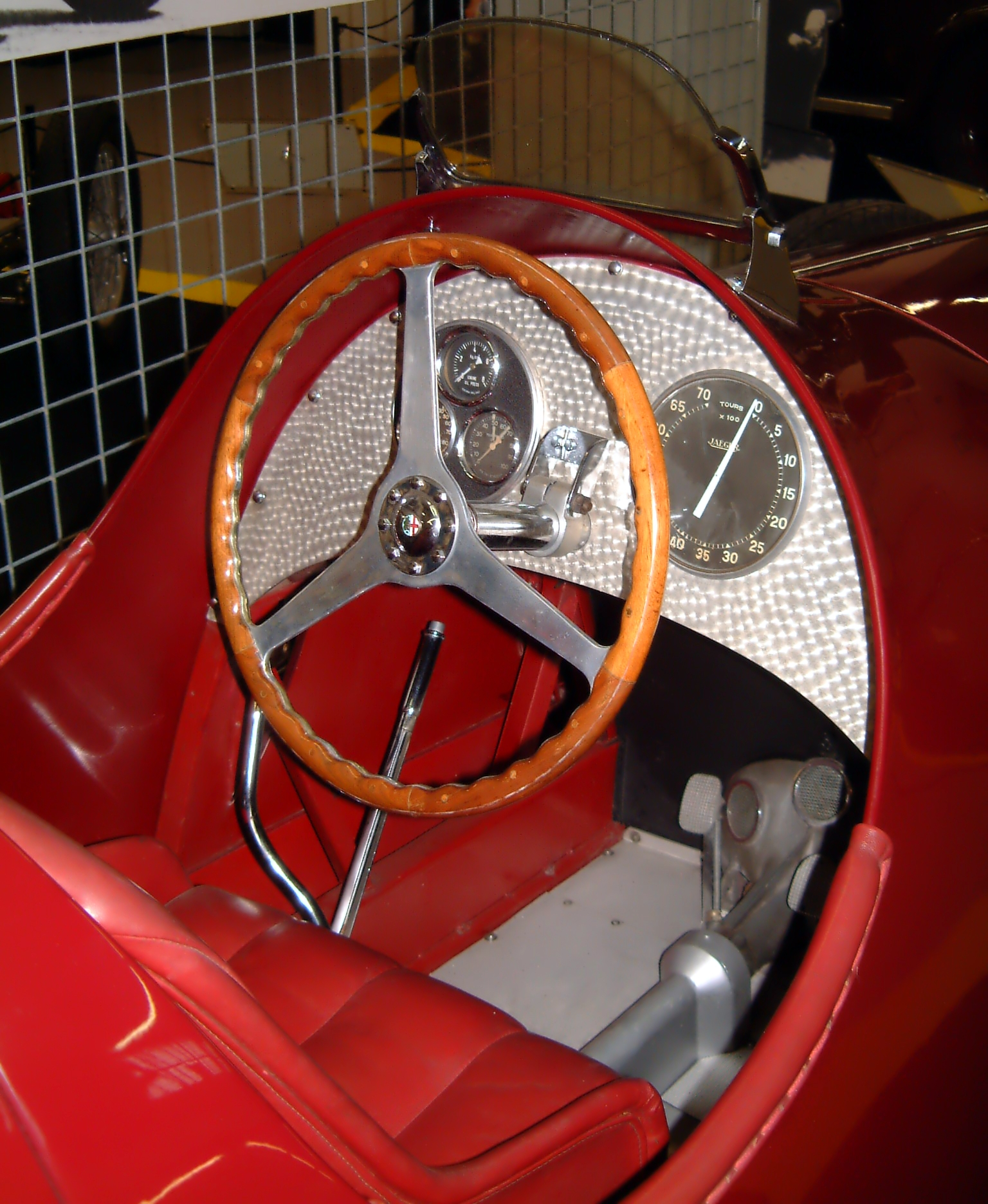
Кабіна Alfa Romeo 12C-36
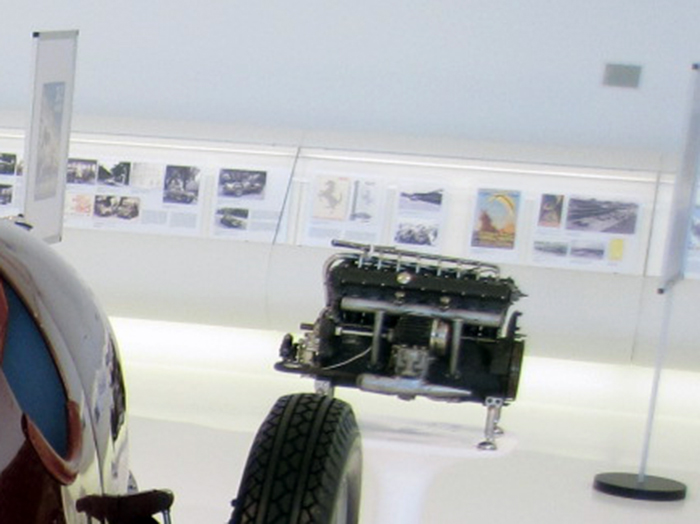
Двигун Alfa Romeo 12C-37